# Dashiki

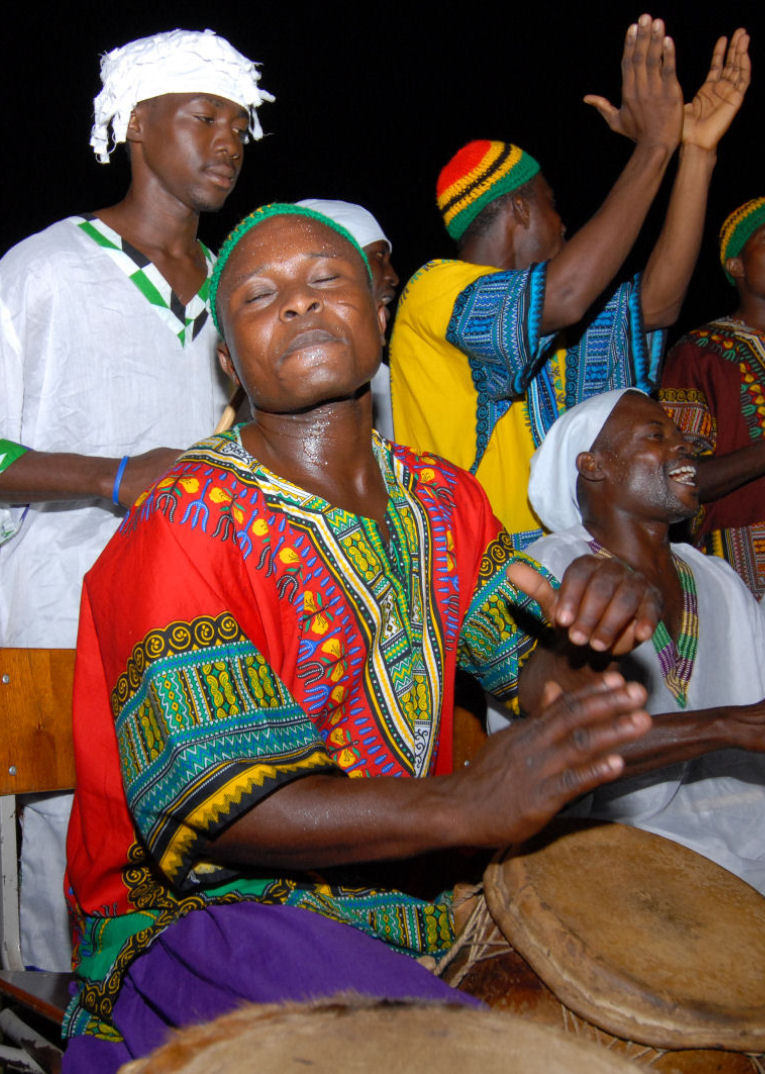
Uma musicista de Gana vestida com um dashiki

O dashiki é uma vestimenta colorida que cobre a metade superior do corpo, usada principalmente na África Ocidental. Também é conhecido como quitenge na África Oriental e é um item de vestuário comum na Tanzânia e no Quênia. Tem versões formais e informais e varia de simples roupas drapeadas a ternos totalmente sob medida. Uma forma comum é um pulôver folgado, com gola ornamentada em forma de V, com linhas de pescoço e mangas costuradas e bordadas. É frequentemente usado com um kufi (espécie de boné sem abas, usado em comunidades islâmicas na África e na diáspora africana) e calças. Foi popularizado e reivindicado por comunidades da diáspora africana, especialmente afro-americanos.
O design dashiki, agora marca registrada, nasceu da "impressão de Angelina", um padrão de impressão de cera do designer holandês Toon van de Mannaker para a Vlisco, com sede na Holanda, cujos designs são "inspirados na África". A inspiração exata para o padrão de impressão Angelina foram as tradicionais túnicas bordadas em seda usadas pelas mulheres etíopes. A popularidade da estampa Angelina coincidiu com o lançamento do hit ganês "Angelina", um nome que o mercado da África Ocidental começaria a chamar de estampa de cera. No Congo, seria chamado de "Ya Mamado!" e mais tarde "Miriam Makeba", a primeira sendo a letra de um hit de uma banda local que ajudou a popularizar o padrão e a última sendo uma lendária cantora sul-africana que costumava usar estampas de cera.
A palavra "dashiki" vem de dàńṣíkí, um empréstimo Yoruba do Hausa "dan ciki", que significa literalmente 'camisa' ou 'vestimenta interna' (em comparação com a vestimenta externa, babban riga).

## Versões

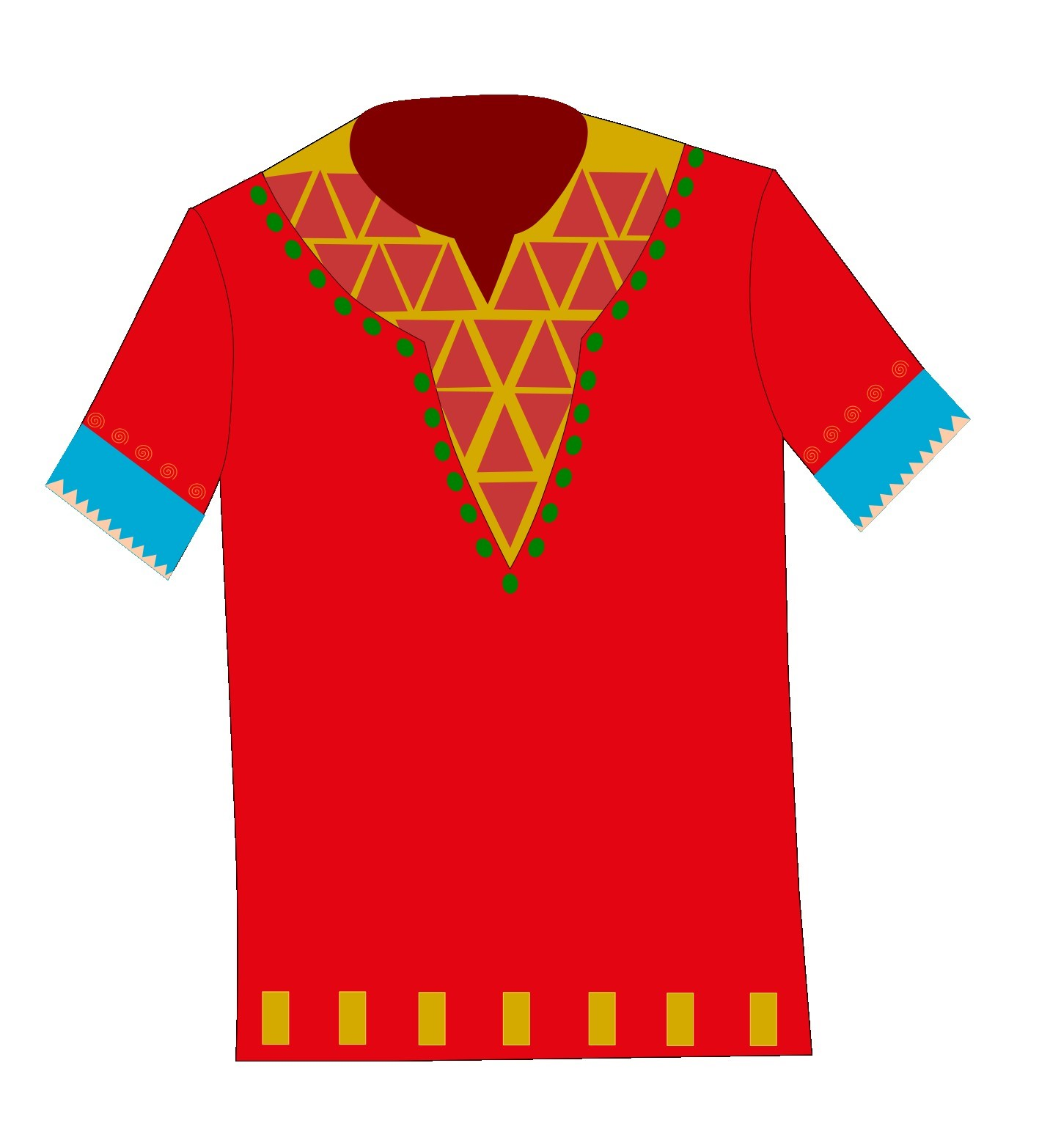
Dashiki tradicional, na altura das coxas.

A versão informal do dashiki é uma estampa tradicional ou dashiki bordado. Existem três versões formais. O primeiro tipo consiste em um dashiki, sokoto (calça com cordão) e um kufi combinando. Esse estilo é chamado de terno dashiki ou conjunto de calças dashiki e é o traje usado pela maioria dos noivos durante as cerimônias de casamento. A segunda versão consiste em uma camisa até o tornozelo, combinando com kufi e sokoto e é chamada de cafetã senegalês. O terceiro tipo consiste em um dashiki e calças combinando. Um vestido esvoaçante é usado sobre eles. Este tipo é chamado de grand boubou ou agbada.
Existem vários estilos diferentes de ternos dashiki disponíveis em lojas de roupas. O tipo de camisa incluída no conjunto determina o nome. O traje tradicional dashiki inclui uma camisa na altura da coxa. A manga curta, estilo tradicional é a preferida pelos puristas. Um terno longo dashiki inclui uma camisa na altura do joelho ou mais longa. Porém, se a camisa chegar até os tornozelos, trata-se de um kaftan senegalês. Finalmente, o terno dashiki de renda inclui uma camisa de renda. Um híbrido do dashiki e caftan usado por mulheres é um dashiki masculino tradicional com uma saia ocidental.

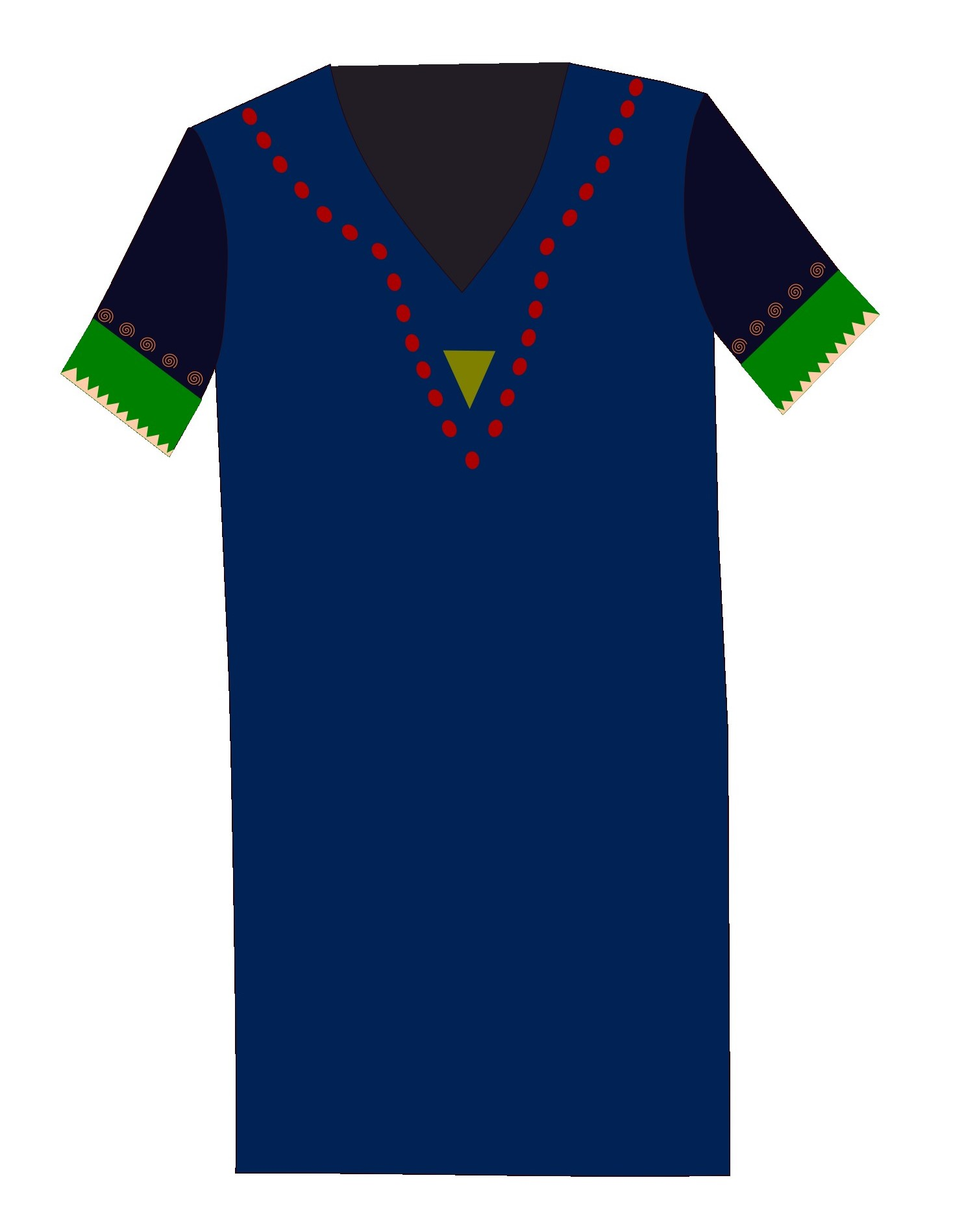
Dashiki longo - camisa na altura dos joelhos, mais longo que o tradicional.

### Cores para os casamentos
O cinza é a cor tradicional para alguns casamentos da África Ocidental, que é composta pelos países Benim, Burquina Fasso, Cabo Verde, Costa do Marfim, Gâmbia, Gana, Guiné, Guiné-Bissau, Libéria, Mali, Mauritânia, Níger, Nigéria, Senegal, Serra Leoa e Togo. Alguns noivos usam ternos dashiki brancos durante as cerimônias de casamento. Alguns casais usam cores não tradicionais. As cores não tradicionais mais comuns são:
- Roxo e lavanda: cor da realeza africana.
- Azul: cor do amor, da paz e da harmonia.

### Cores para os funerais

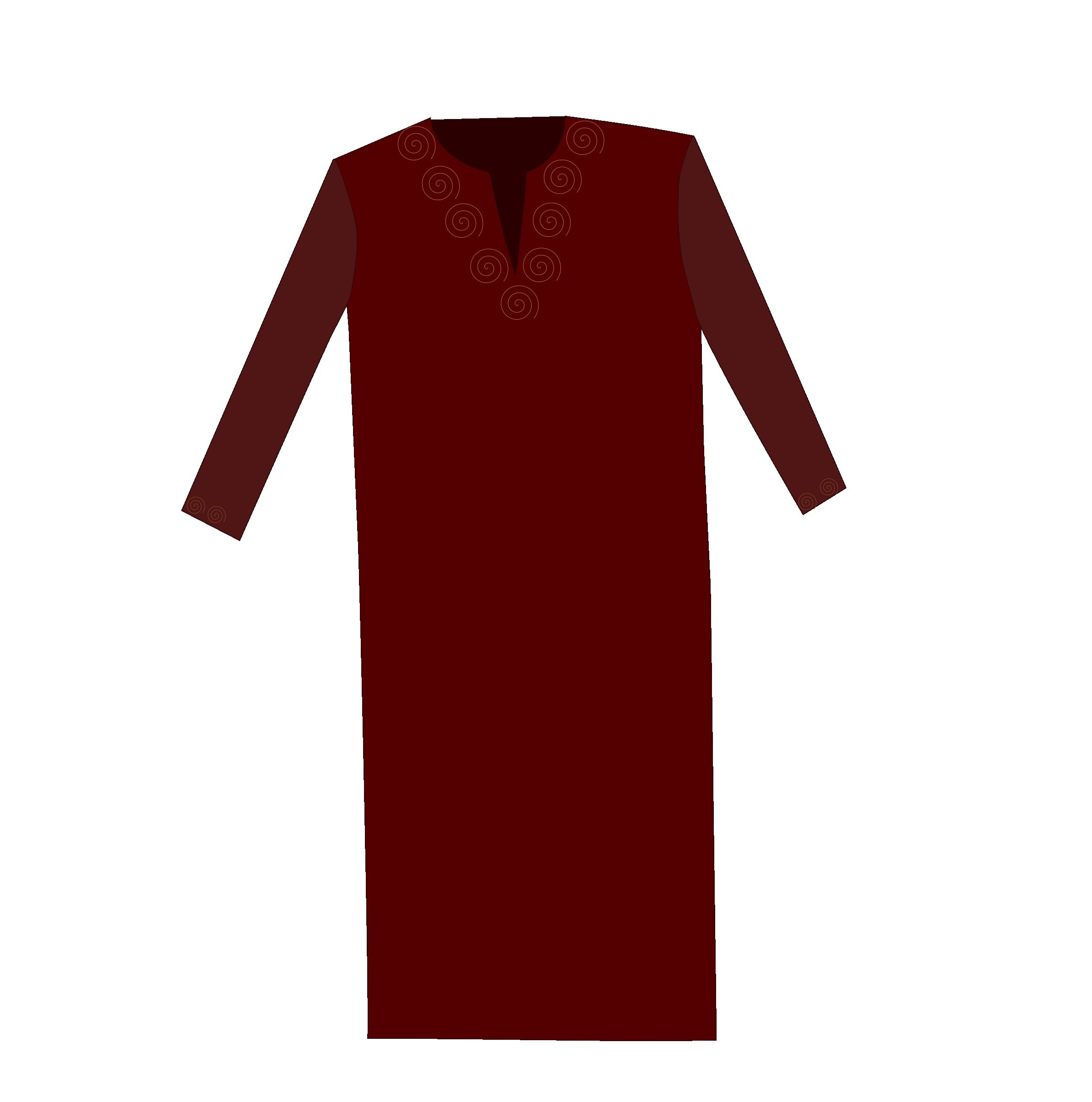

Preto e vermelho são as cores tradicionais do luto.

## Nos Estados Unidos
O dashiki encontrou um mercado na América durante o Movimento dos direitos civis dos negros nos Estados Unidos e o Black Power. O termo dashiki começou a aparecer em documentos de 1967. Relatando os distúrbios de Newark em 1967 no Amsterdam News em 22 de julho de 1967, George Barner se refere a uma nova vestimenta africana chamada "dan shiki". Um artigo de Faith Berry na The New York Times Magazine o inclui em 7 de julho de 1968. Dashiki apareceu formalmente no Webster's New World Dictionary de 1970/72. Ele cita J. Benning com o primeiro uso escrito da palavra em 1967. J. Benning, M. Clarke, H. Davis e W. Smith foram os fundadores da New Breed of Harlem, em Manhattan, na cidade de Nova York, a primeira fabricante do vestuário nos Estados Unidos.
O dashiki foi apresentado nos filmes Uptight (1968), Putney Swope (1969) e na série de televisão semanal Soul Train (1971). O episódio "Lamont Goes African" de Sanford and Son apresenta o filho de Sanford, Lamont, vestindo um dashiki como parte de sua tentativa de retornar às suas raízes africanas. Jim Brown, Wilt Chamberlain, Sammy Davis Jr. e Bill Russell estavam entre os conhecidos atletas e artistas afro-americanos que usavam o dashiki em talk shows. Os hippies também adotaram dashikis em seu guarda-roupa como um meio de expressar os valores da contracultura. A ex-prefeita do Distrito de Columbia e membro do conselho Marion Barry era conhecida por usar um dashiki antes das eleições. Dashikis foram vistos em muitos músicos, rappers e cantores, principalmente afro-americanos, incluindo Beyoncé, Rihanna, Chris Brown, Wiz Khalifa, ScHoolboy Q, Q-Tip e muitos outros.
Fred Hampton, do Partido dos Panteras Negras, notou que empresários negros usavam dashikis em seu discurso de 1969 intitulado "Poder em qualquer lugar onde haja pessoas": "qualquer pessoa que entra na comunidade para lucrar com as pessoas, explorando-as, pode ser definido como um capitalista. E não nos importa quantos programas eles têm, quanto tempo de dashiki eles têm. Porque o poder político não flui da manga de um dashiki; o poder político cresce do cano de uma arma."